# Couronne radiée

Grand sceau de France, 1848

La couronne radiée (en latin : corona radiata, de radius, « rayon »), également connue sous le nom de couronne solaire, couronne de soleil, couronne orientale ou couronne de tyran, est une couronne, un diadème ou un autre couvre-chef symbolisant le soleil dans l'Antiquité gréco-romaine ou, plus généralement, les pouvoirs associés au soleil. Outre la forme égyptienne ancienne d'un disque entre deux cornes, la couronne est formée d'un certain nombre de bandes plus étroites qui partent de la tête du porteur pour représenter les rayons du soleil. Ceux-ci peuvent être représentés soit comme plats, sur le même plan que le cercle de la couronne, soit comme s'élevant à angle droit par rapport à lui. Déjà présente à l'époque hellénistique, elle devient ensuite l'apanage de l'empereur romain divinisé, dont elle symbolise l'immortalité. L'empereur est alors assimilé à Sol Invictus. 
La couronne radiée de l'empereur est un élément traditionnel de la numismatique romaine.
La statue de la Liberté, à New York, porte la couronne radiée.

## Histoire
Dans l'iconographie de l'Égypte antique, la couronne solaire se présente sous la forme d'un disque encadré par les cornes d'un bélier, ou d'une vache. Elle est portée par des divinités telles qu'Horus sous sa forme solaire ou à tête de faucon, Hathor et Isis. Elle peut également être porté par les pharaons.
Dans l'Égypte ptolémaïque, la couronne solaire pouvait également être un diadème rayonnant, modelé sur le type porté par Alexandre le Grand (identifié au dieu soleil Hélios) dans l'art, à partir du milieu du IIe siècle avant notre ère, peut-être influencée par les contacts avec l'empire Shunga, et un exemple gréco-bactrien est représenté au grand Stūpa de Bharhut. Le premier souverain égyptien à porter cette version de la couronne solaire est Ptolémée III.
Dans l'Empire romain, la couronne solaire était portée par les empereurs romains, notamment en association avec le culte de Sol Invictus, influencée également par les représentations radiées d'Alexandre. Bien qu'Auguste soit représenté portant une couronne sur une pièce posthume, après sa déification, et Néron sur au moins une pièce de son vivant, elle n'est devenue courante, et parfois habituelle, sur les pièces de monnaie qu'à partir du IIIe siècle. L'histoire rapporte que Gallien a au moins porté une couronne en public. La couronne solaire portée par Constantin, premier empereur à se convertir au christianisme, a été réinterprétée comme représentant les « Saints Clous ».
Beaucoup plus tard, la couronne rayonnante a été associée à la Liberté personnifiée, généralement sous la forme d'un disque circulaire avec des rayons rayonnant dans différentes directions. Elle apparaît pour la première fois dans le Grand sceau de France à partir de 1848 (et sous les républiques françaises suivantes), et est surtout connue de la statue de la Liberté. À partir de la Renaissance, l'ancien colosse de Rhodes, une statue d'Hélios, a souvent été représenté avec une telle couronne, bien que son apparence soit aujourd'hui incertaine.

## Galerie

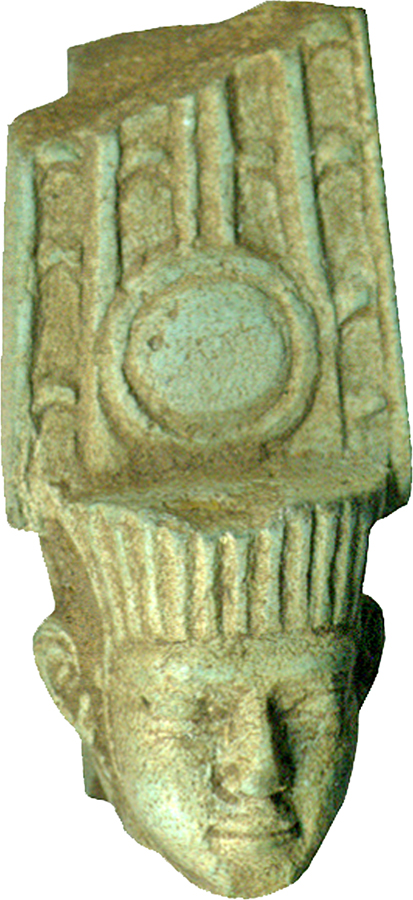
Amon-Rê, portant une grande couronne de plumes et un disque solaire (715-664 av. J.-C.)
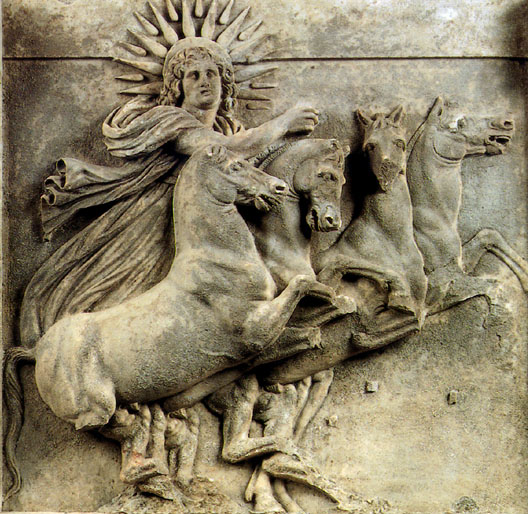
Hélios sur son quadrige, début du IVe siècle avant notre ère, temple d'Athéna, Ilion
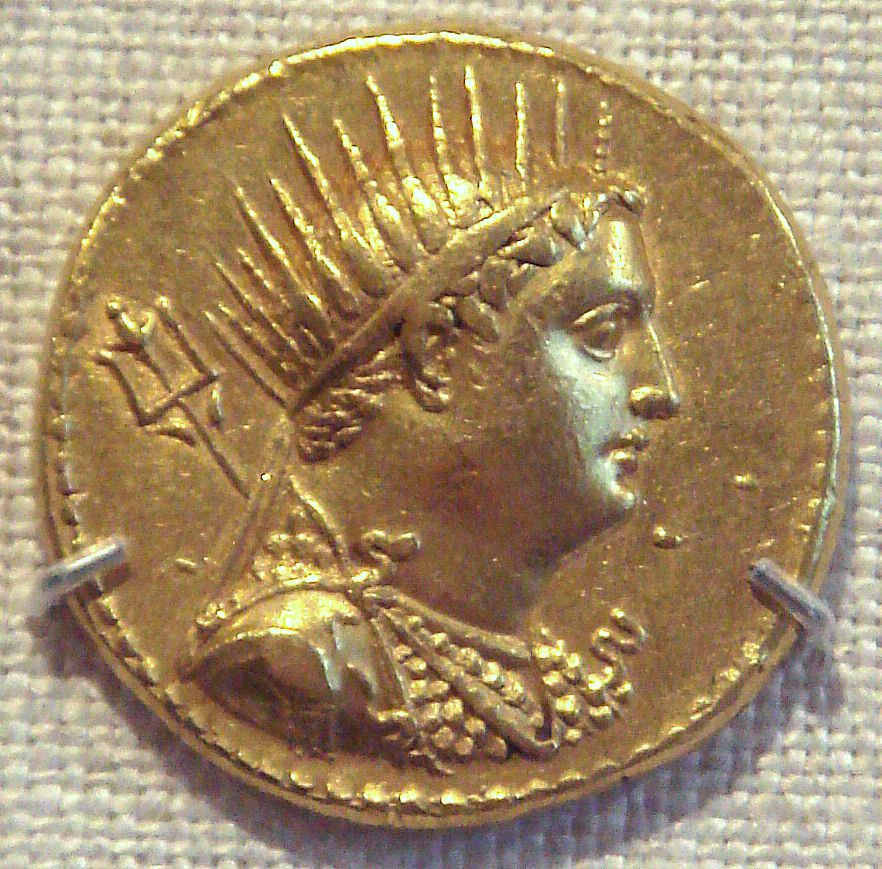
Monnaie de Ptolémée IV représentant son père divinisé, Ptolémée III.
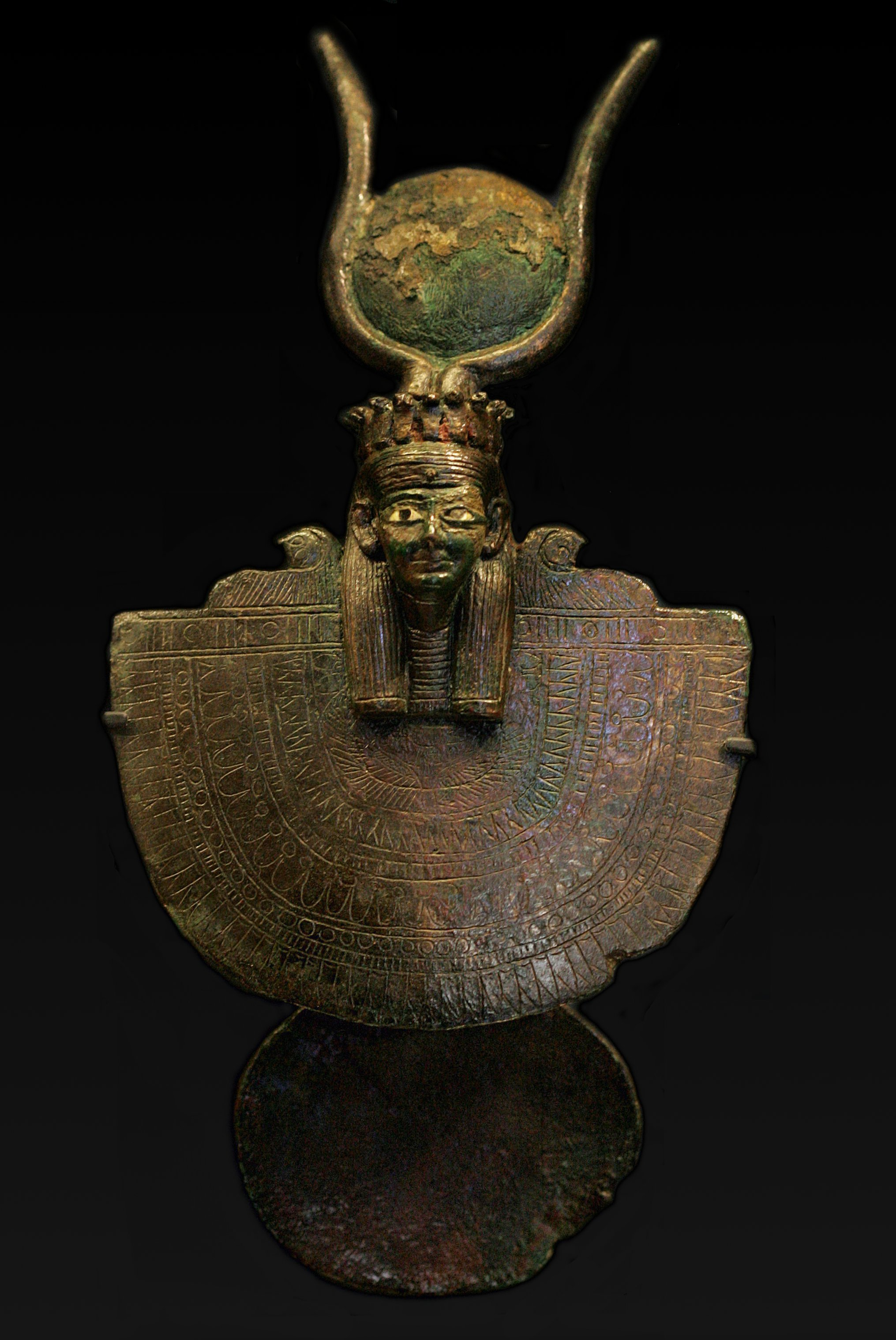
Égide, Musée du Louvre
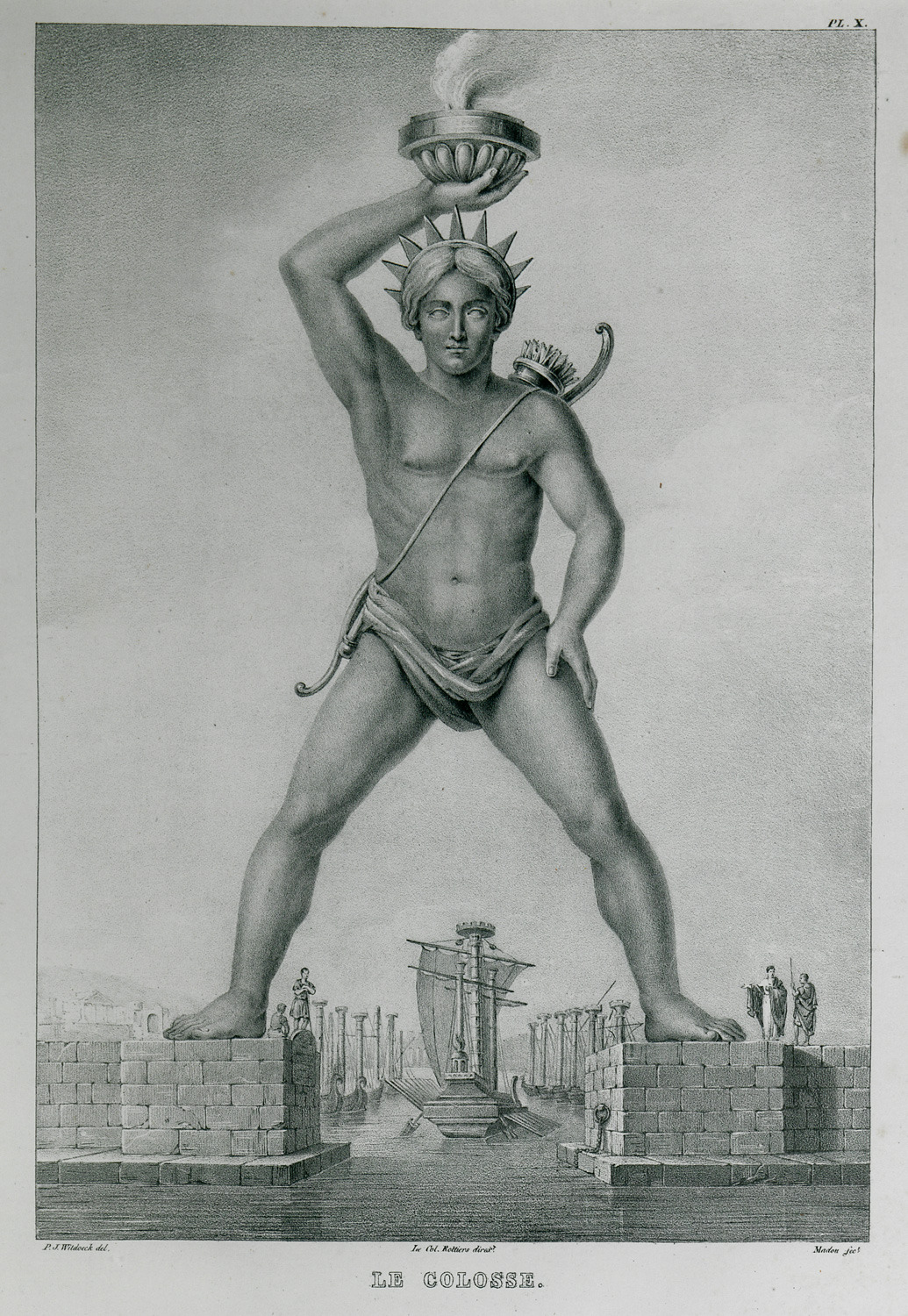
Le Colosse de Rhodes, image du dieu Hélios, reconstitution de 1828.
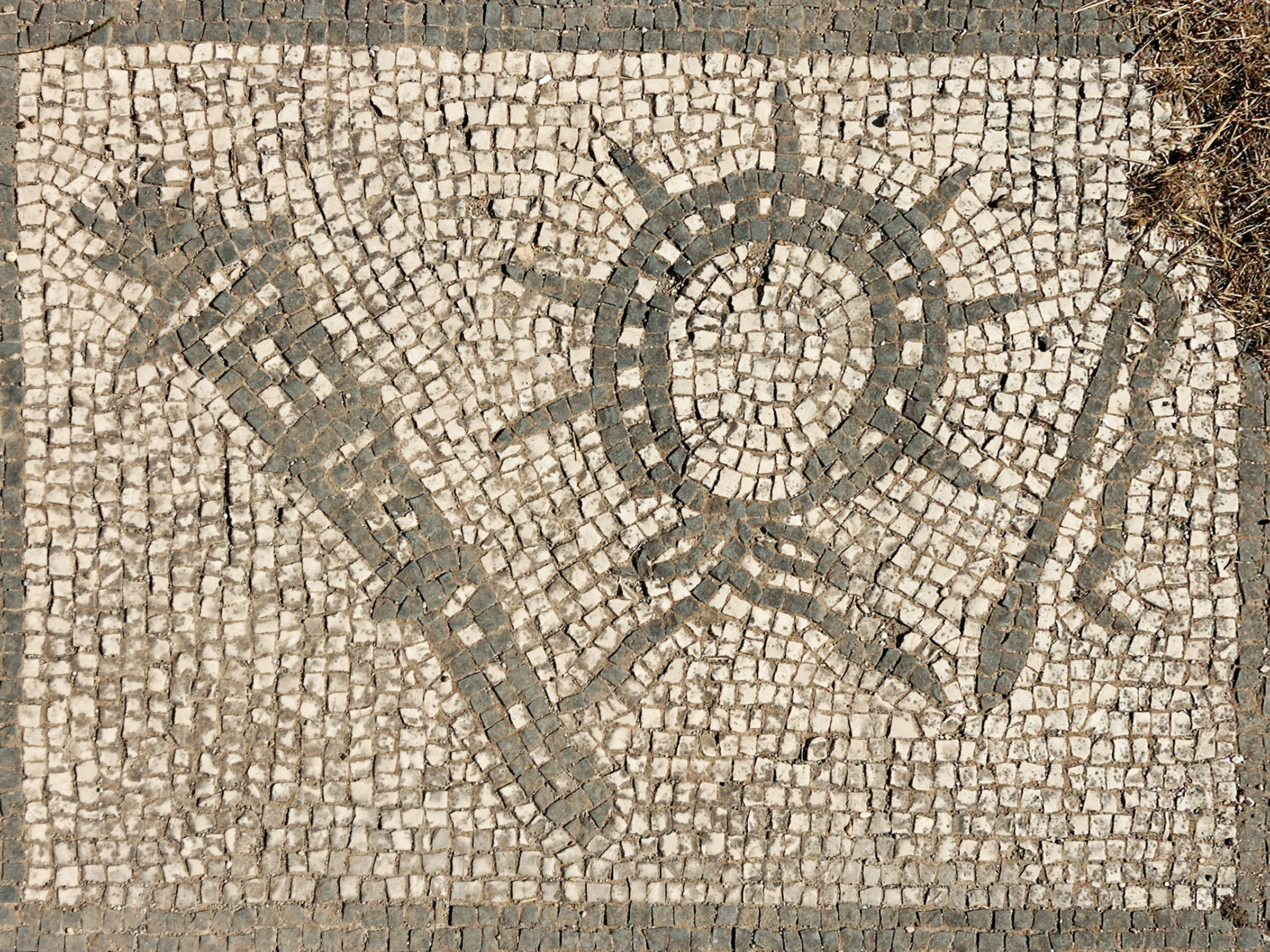
Les attributs de l'initiation dans le culte de Mithra, Mithréum de Felicissimus, Ostia Antica
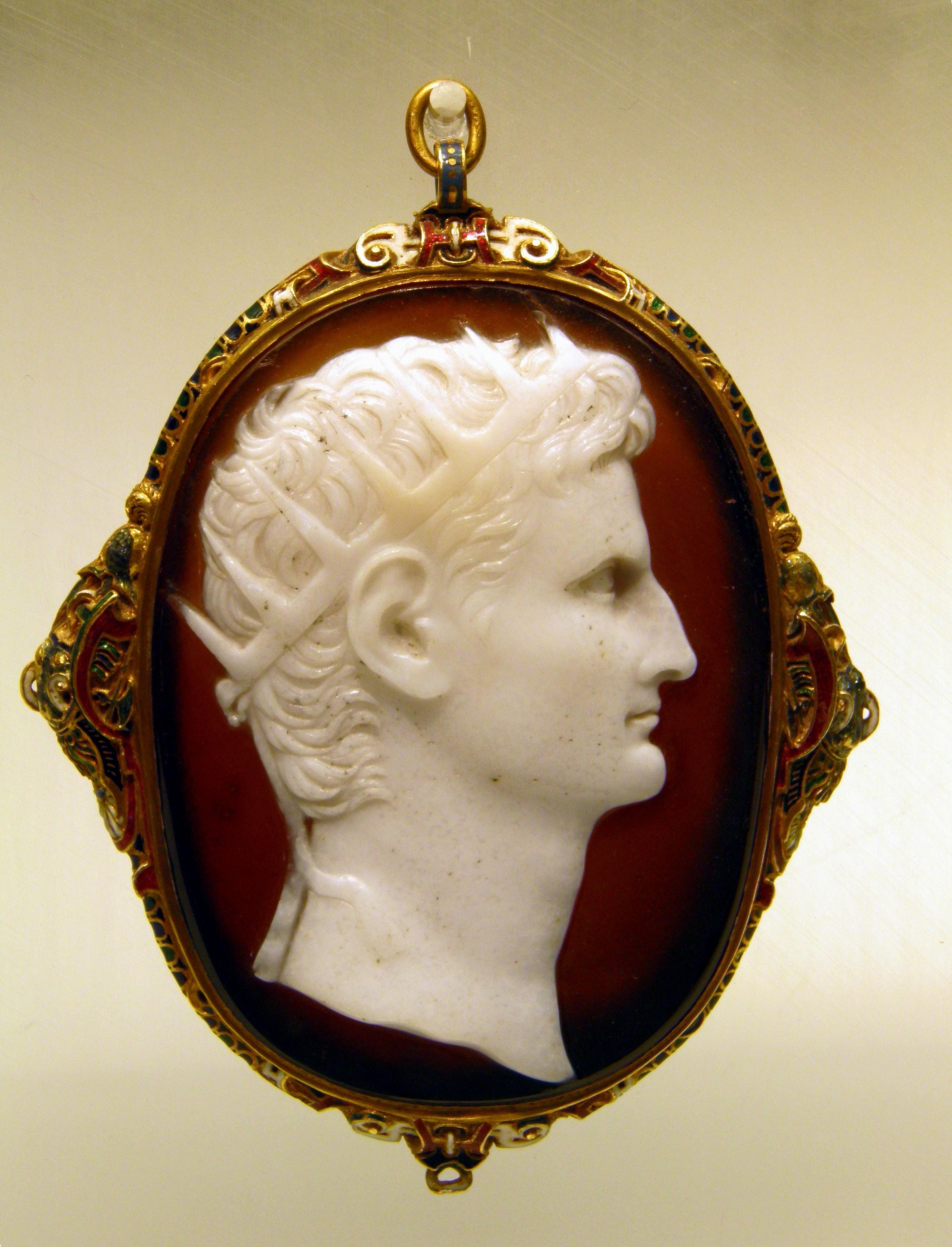
Auguste portant la couronne radiée, camée du Ier siècle, Musée romain-germanique de Cologne.
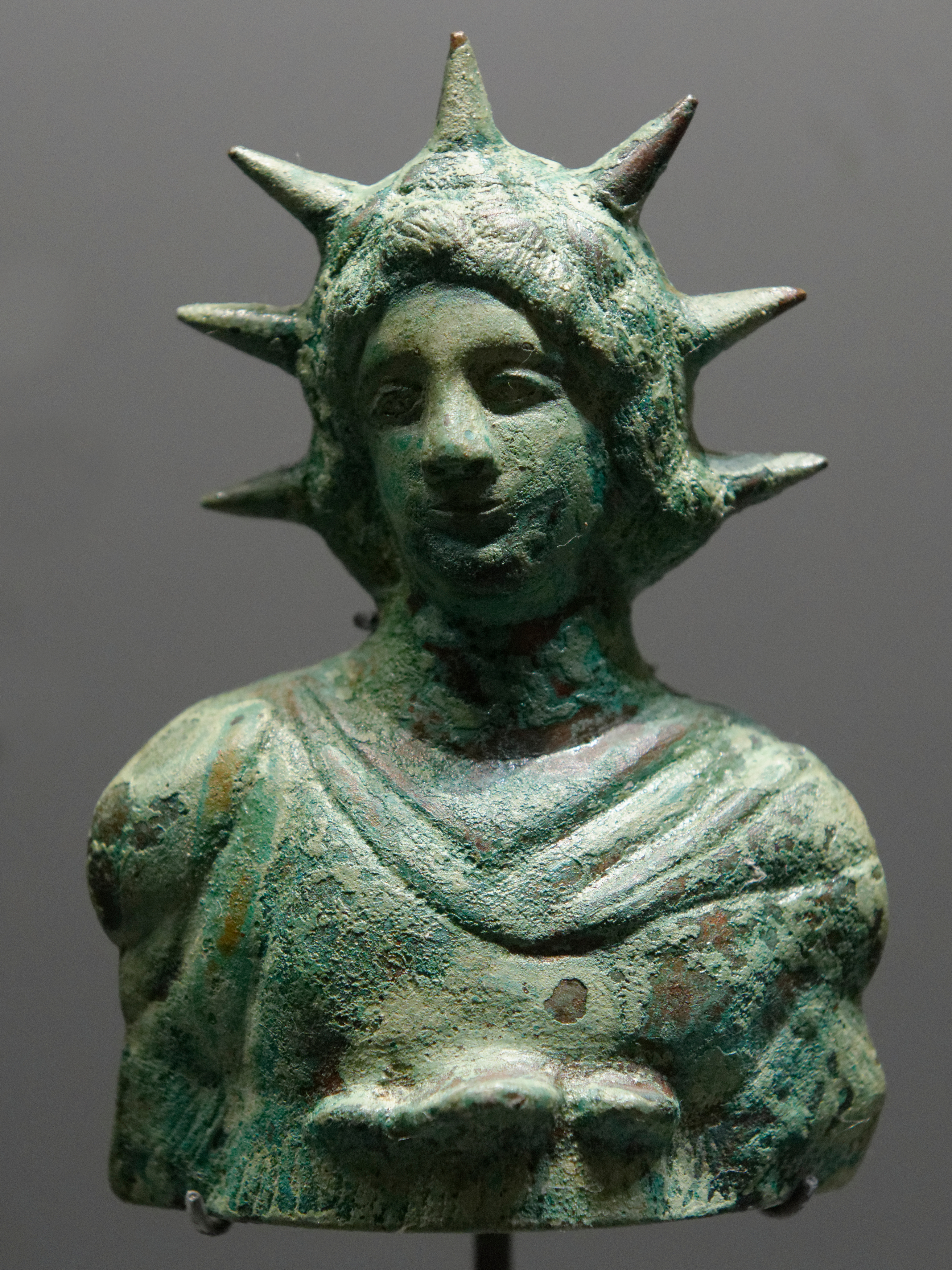
Hélios portant la chlamyde, Tripoli, Ier siècle
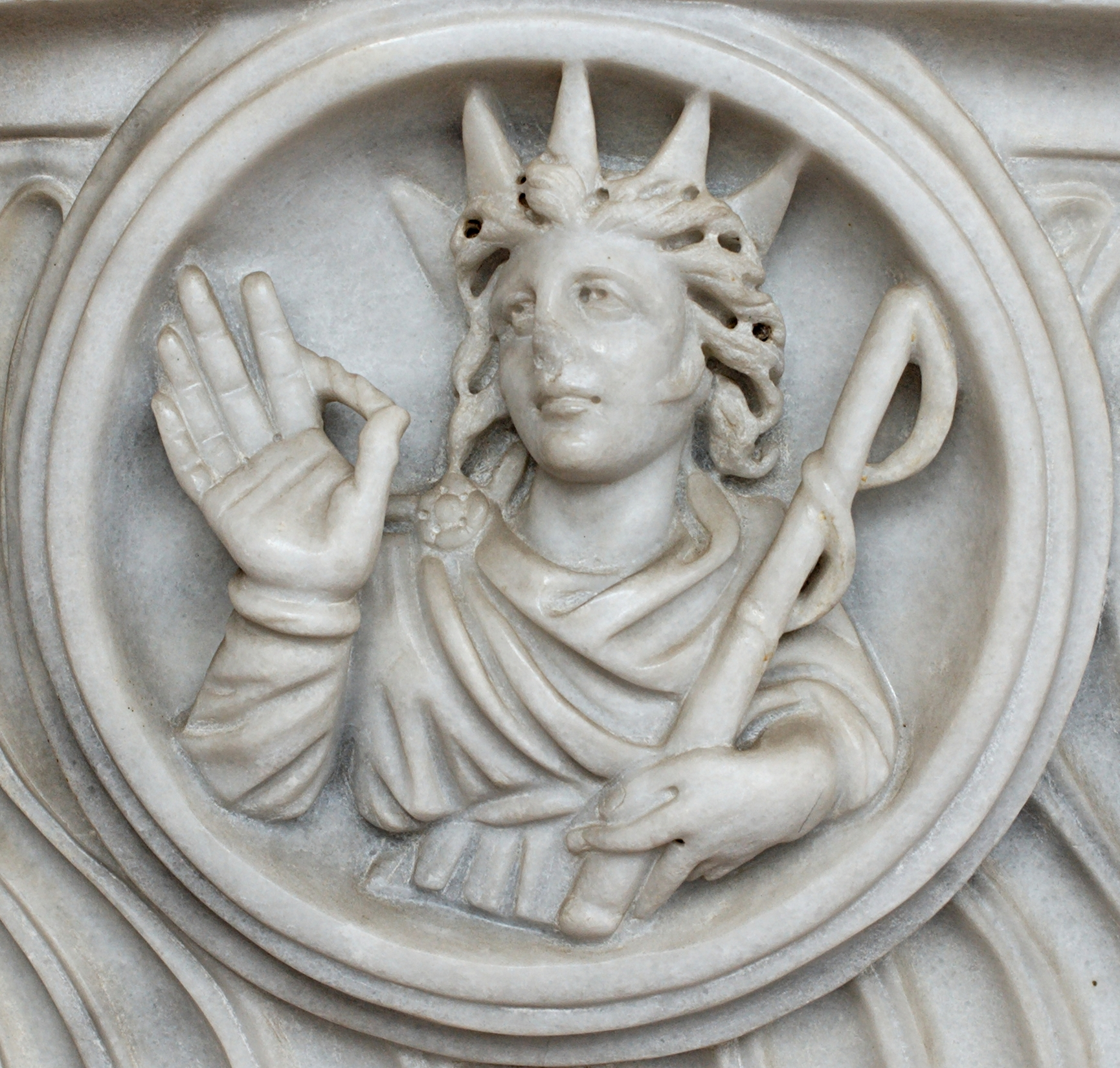
Hélios dans un clipeus, détail d'un sarcophage romain, début du IIIe siècle
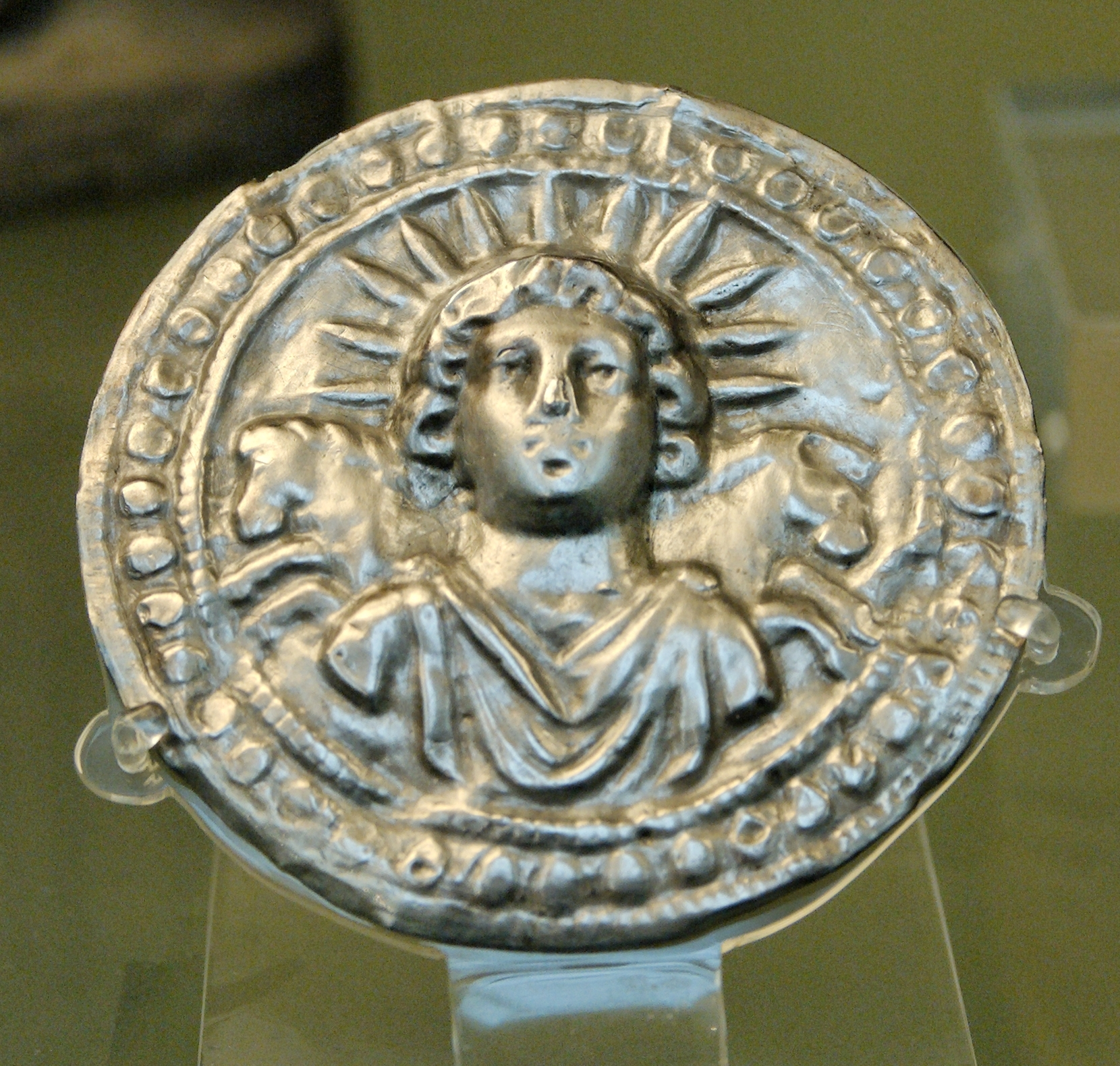
Disque d'argent dédié à Sol Invictus, IIIe siècle.
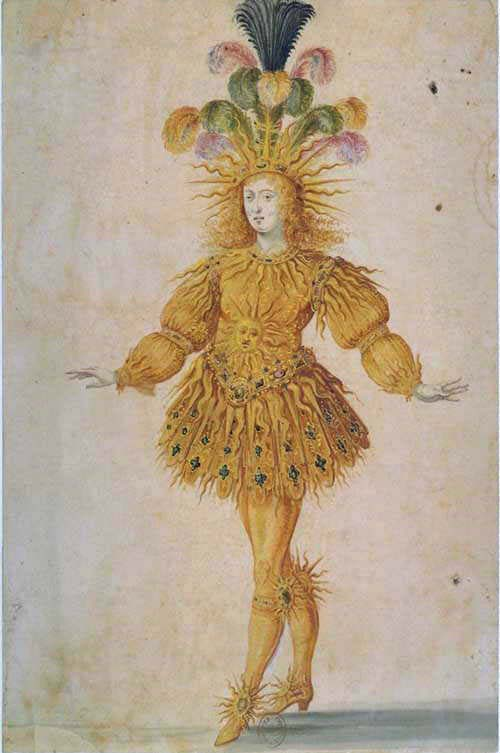
Costume de ballet porté par Louis XIV, jouant Apollon, 1653
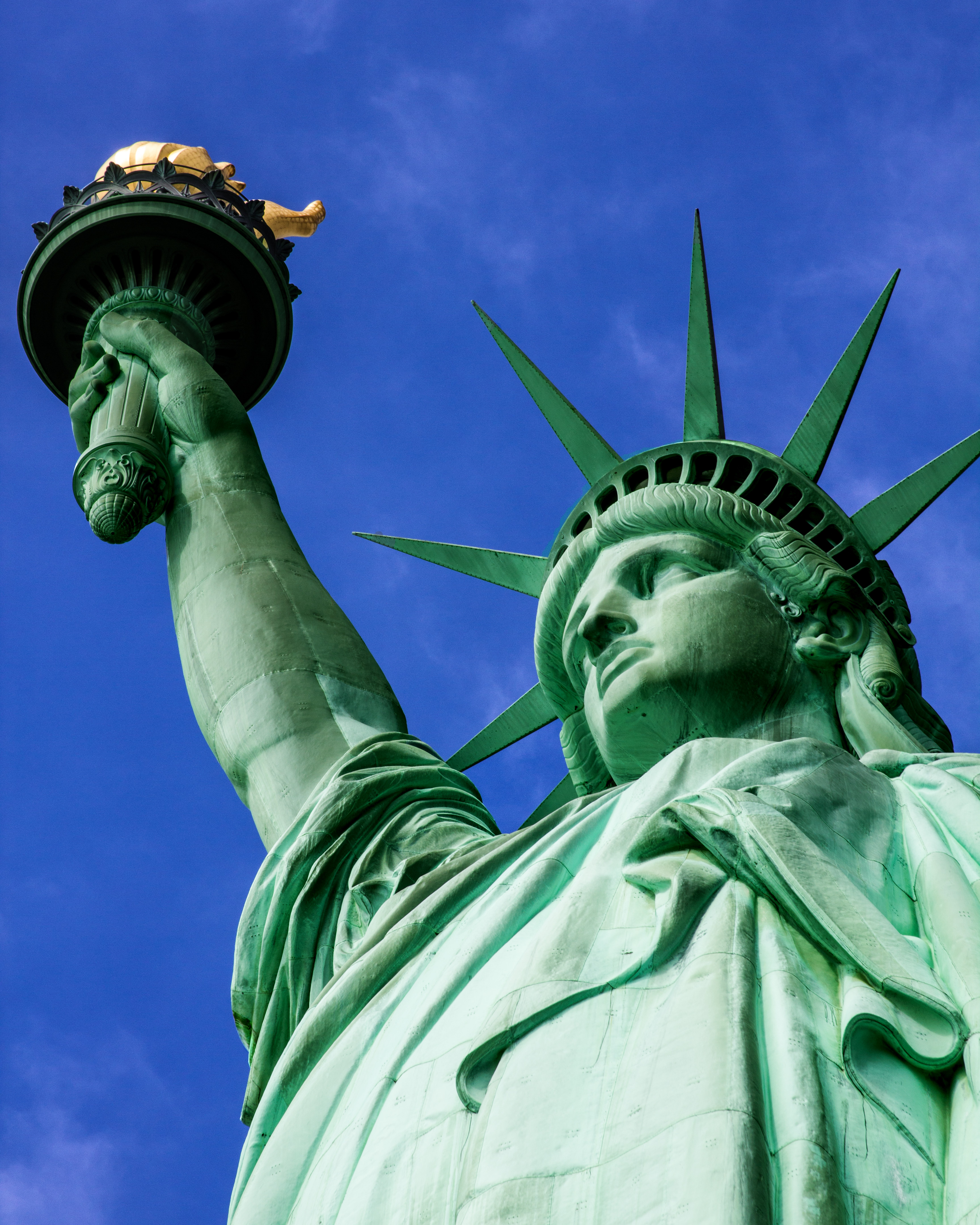
Statue de la Liberté, New York.

Monnaies
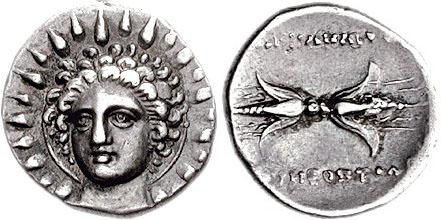
Monnaie émise par Alexandre, roi d'Épire.
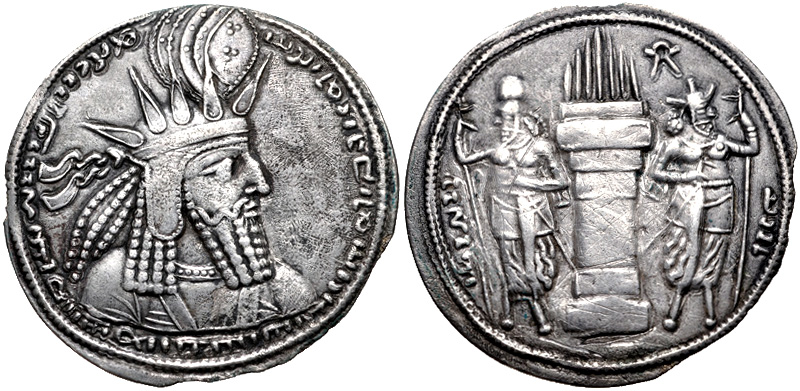
Monnaie de Vahram Ier de l'Empire sassanide. Fin du IIIe siècle, atelier de frappe de Ctésiphon.
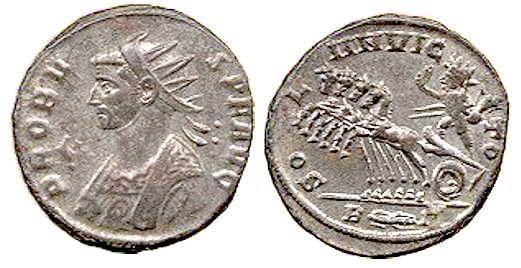
Monnaie de l'empereur romain Probus, vers 280 : Probus et Sol Invictus conduisant son quadrige portent tous deux une couronne solaire rayonnée.
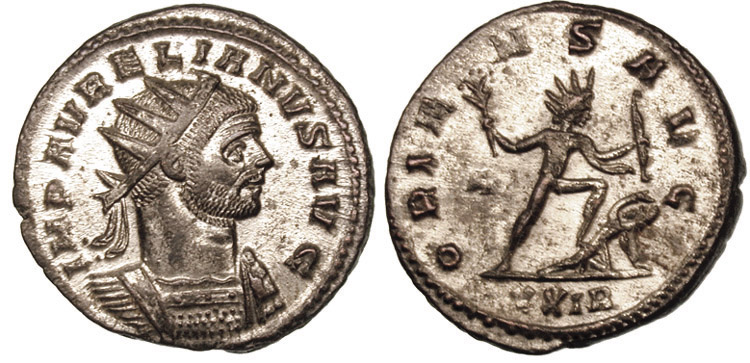
Monnaie de l'empereur romain Aurélien, 274-275 : Aurélien et Sol Invictus portent une couronne rayonnante.
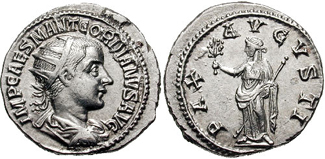
Monnaie de l'empereur romain Gordien III (de profil sur l'avers) portant une couronne rayonnante.
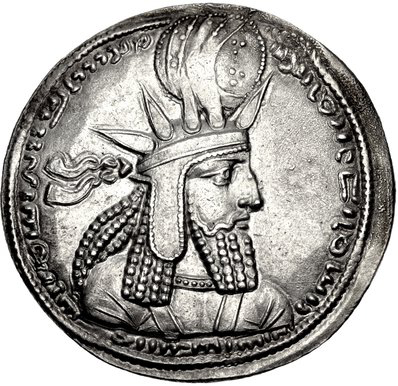
Pièce de Vahram Ier